# رضا بن بعزيز
رضا بن بعزيز (مواليد 5 سبتمبر 1993) هو ملاكم جزائري، مثّل بلاده في الألعاب الأولمبية الصيفية 2016.

## روابط خارجية
رضا بن بعزيز على موقع اللجنة الأولمبية الدولية (الإنجليزية)
- رضا بن بعزيز على موقع أوليمبيديا (الإنجليزية)